# Abel Friant
 (janvier 2013).
Abel Friant, né Abel Henri Friant le 5 septembre 1921 à Pont-l'Abbé dans le Finistère et mort le 26 avril 1945 dans le naufrage du Cap Arcona, en baie de Lübeck, est un résistant français membre du Bureau central de renseignements et d'action[réf. nécessaire].

## Biographie
Abel Friant est issu d'une famille ancrée en Bretagne. Il se porte volontaire en 1939.
Engagé en résistance dès 1940, il est membre du Bureau central de renseignements et d'action[réf. nécessaire] rattaché à la Direction générale des études et recherches.
Il est arrêté puis déporté le 28 juillet 1944 de Compiègne vers Neuengamme (Matricule 40498).
Il décède mort pour la France, dans le naufrage du Cap Arcona, le 26 avril 1945 à 24 ans.
Il est chevalier de Légion d'honneur.

## Décorations
- Chevalier de la Légion d'honneur (« Cote 19800035/620/70521 »)
- Croix du combattant volontaire de la Résistance

### Sources
- René Pichavant, Clandestins de l'Iroise: récits d'histoire. 1940 - 1944, vol. 5,p. 232,  éd. Morgane, 1993,  (ISBN 290437406X)
- Mémorial des Déportés de France de la F.M.D. Tome 2 p. 1308
- Service historique de la défense
- Ministère de la défense et des anciens combattants